# Teresa Donoso Loero
Teresa Donoso Loero foi uma jornalista chilena, ganhadora do prémio Lenka Franulic em 1978.

## Carreira
De acordo a recompilação do livro Revolucionárias, Donoso foi militante do partido Democrata Cristiano antes do Golpe de Estado de 1973 e parte da equipa de redacção do diário O Mercúrio durante o governo de Salvador Allende.
Foi a presidente da Associação de Mulheres Jornalistas em 1973, e nesse ano ganhou o prémio Helena Rubenstein pela reportagem do ano.

## Obras
- La pasión intemporal, 1963.[2]
- La epopeya de las ollas vacías, 1974.[1]
- Historia de los cristianos por el socialismo, 1975
- Breve Historia de la Unidad Popular
- Dime con quien andas, libro de refranes, 2000